# Quissanje
Quissanje, também grafado como Kassanje e Cassange do Cuanza, é uma vila e comuna angolana que se localiza na província de Cuanza Sul, pertencente ao município de Ebo.